# 懷特里弗 (印第安納州)
懷特里弗（英語：White River）是位於美國印第安納州吉布森縣的一個非建制地區。該地的面積和人口皆未知。